# Halltjärnet (Eda socken, Värmland)
Halltjärnet är en sjö i Eda kommun i Värmland och ingår i Göta älvs huvudavrinningsområde.